# Сеничев, Павел Васильевич
Па́вел Васи́льевич Се́ничев (10 июня 1924, Новгород, СССР — 19 мая 1997, Кохтла-Ярве, Эстония) — советский стрелок, серебряный призёр Олимпийских игр. Заслуженный мастер спорта СССР.

## Биография
Участник Великой Отечественной войны. Юнга. Закончил Войну на Балтике.
В октябре 1962 года на 38-м чемпионате мира по стрельбе в Каире участвовал в составе сборной СССР, стрелял из ружья МЦ 8.
На Олимпиаде в Токио в 1964 году Сеничев в трапе выиграл серебряную медаль, уступив лишь итальянцу Эннио Маттарелли.
В 1966 году на соревнованиях в Брно занял первое место и завоевал Большой приз Брно (192 мишени из 200), а также получил ценный подарок от оружейного завода «Zbrojovka Brno» (ружьё ZH-101 с тремя парами стволов).
В 1967 году на проходивших в Москве лично-командных соревнованиях по спортивно-охотничьему спорту, посвящённых 50-летию СССР занял первое место при стрельбе с места по 300 мишеням (287 из 300 мишеней).
В 1968 году в Москве занял первое место при стрельбе на траншейной площадке по 300 мишеням (297 из 300 мишеней). На Олимпийских играх 1968 года он занял 4-е место.
Четырёхкратный чемпион СССР в 1966—1968 годах и в 1970 году.

## Семья
Дочь Елена Сеничева — с детства обучалась стрельбе под руководством отца, в 1970 году на первенстве Вооружённых Сил СССР по стендовой стрельбе заняла 4-е место.